# 1980 na ciência

## Eventos
- 30 de setembro - Publicado o padrão da ethernet.
- 25 de outubro - Decoberto em Cádis o circo romano mais antigo de Espanha.
- Fundada a Sociedade Planetária.
- Fundada a Sociedade de Arqueologia Brasileira
- Jo-Ann (asteróide 2316) é descoberto por Edward Bowell.
- Florentin Smarandache cria o Paradoxismo.

## Nascimentos
| Data | Nome | Profissão | Nacionalidade | Observações | Ref |
| ---- | ---- | --------- | ------------- | ----------- | --- |

## Mortes
| Data            | Nome                                             | Profissão                 | Nacionalidade                              | Observações | Ref                               |
| --------------- | ------------------------------------------------ | ------------------------- | ------------------------------------------ | --- | --------------------------------- |
| 8 de janeiro    | John Mauchly                                     | físico                    | Estados Unidos                             | n. 1907 |                                   |
| 10 de janeiro   | Charles Drummond Ellis                           | físico                    | Reino Unido da Grã-Bretanha e Irlanda      | n. 1895 |                                   |
| 14 de janeiro   | Christian Møller                                 | físico e químico          | Dinamarca                                  | n. 1904 |                                   |
| 21 de janeiro   | István Szabó                                     | físico                    | Império Alemão                             | n. 1906 |                                   |
| 2 de fevereiro  | William Howard Stein                             | químico                   | Estados Unidos                             | n. 1911 Nobel da Química 1972 | [ 1 ]                             |
| 7 de fevereiro  | Secondo Campini                                  | engenheiro aeroespacial   | Reino de Itália (1861–1946)                | n. 1904 |                                   |
| 13 de fevereiro | Marian Rejewski                                  | matemático e criptógrafo  | Polónia                                    | n. 1905 |                                   |
| 16 de fevereiro | Erich Hückel                                     | físico-químico            | Império Alemão                             | n. 1896 |                                   |
| 21 de fevereiro | Aldo Andreotti                                   | matemático                | Reino de Itália (1861–1946)                | n. 1924 |                                   |
| 17 de março     | William Prager                                   | matemático                | Império Alemão                             | n. 1903 Medalha Theodore von Karman 1960 Medalha Timoshenko 1966 | [ 2 ] [ 3 ]                       |
| 29 de março     | William Gemmell Cochran                          | estatístico               | Reino Unido da Grã-Bretanha e Irlanda      | n. 1909 Medalha Guy de bronze 1936 | [ 4 ]                             |
| 3 de abril      | Edward Crisp Bullard                             | geofísico                 | Reino Unido da Grã-Bretanha e Irlanda      | n. 1907 Medalha Hughes 1953 Medalha e Prémio Appleton 1957 Medalha de Ouro da RAS 1965 Medalha Wollaston 1967 Medalha Real 1975 Medalha William Bowie 1975                                                                                  | [ 5 ] [ 6 ] [ 7 ] [ 8 ] [ 9 ]     |
| 15 de abril     | Jean-Paul Sartre                                 | filósofo e escritor       | Terceira República Francesa                | n. 1905 Nobel da Literatura 1964 |                                   |
| 21 de abril     | Aleksandr Oparin                                 | biólogo e bioquímico      | Império Russo                              | n. 1894 Medalha de Ouro Lomonossov 1979 | [ 10 ]                            |
| 30 de abril     | Stanisław Gołąb                                  | matemático                | Polónia                                    | n. 1902 |                                   |
| 2 de maio       | Théophile Alajouanine                            | neurologista              | Terceira República Francesa                | n. 1890 |                                   |
| 18 de junho     | Kazimierz Kuratowski                             | matemático                | Polónia                                    | n. 1896 |                                   |
| 17 de julho     | Boris Delaunay                                   | matemático                | Império Russo                              | n. 1890 |                                   |
| 20 de julho     | Roger Marie Vincent Philippe Lévêque de Vilmorin | horticultor e genetecista | Terceira República Francesa                | n. 1905 |                                   |
| 31 de julho     | Pascual Jordan                                   | físico                    | Império Alemão                             | m. 1902 Medalha Max Planck 1942 | [ 11 ]                            |
| 19 de agosto    | Eric John Underwood                              | cientista                 | Austrália                                  | n. 1905 |                                   |
| 8 de setembro   | Willard Frank Libby                              | químico                   | Estados Unidos                             | n. 1908 Bolsa Guggenheim 1941 Prémio Remsen 1955 Medalha Elliott Cresson 1957 Prémio Willard Gibbs 1958 Prémio Albert Einstein 1959 Nobel da Química 1960 Medalha Arthur L. Day 1961 Medalha de Ouro do American Institute of Chemists 1970 | [ 12 ] [ 13 ] [ 14 ] [ 1 ] [ 15 ] |
| 16 de setembro  | Jean Piaget                                      | psicólogo infantil        | Suíça                                      | n. 1896 |                                   |
| 15 de outubro   | Mikhail Lavrentyev                               | matemático e físico       | Império Russo                              | n. 1900 Medalha de Ouro Lomonossov 1977 | [ 10 ]                            |
| 20 de outubro   | Robert Whittaker                                 | zoólogo                   | Estados Unidos                             | n. 1920 |                                   |
| 21 de outubro   | Hans Asperger                                    | médico                    | Império Austro-Húngaro                     | n. 1906 |                                   |
| 27 de outubro   | John Hasbrouck Van Vleck                         | físico                    | Estados Unidos                             | n. 1899 Nobel da Física 1977 Medalha Lorentz 1974 | [ 16 ] [ 17 ]                     |
| 29 de outubro   | António Aniceto Monteiro                         | matemático                | Reino Unido de Portugal, Brasil e Algarves | n. 1907 |                                   |
| 3 de dezembro   | Marie-Antoinette Tonnelat                        | física                    | Terceira República Francesa                | n. 1912 |                                   |
| 31 de dezembro  | Marshall McLuhan                                 | filósofo e educador       | Canadá                                     | n.1911 |                                   |
| ??              | István Szabó                                     | engenheiro e matemático   | Império Alemão                             | n. 1906 |                                   |
| ??              | Llewellyn Ivor Price                             | paleontólogo              | Brasil                                     | n. 1905 |                                   |

## Prémios

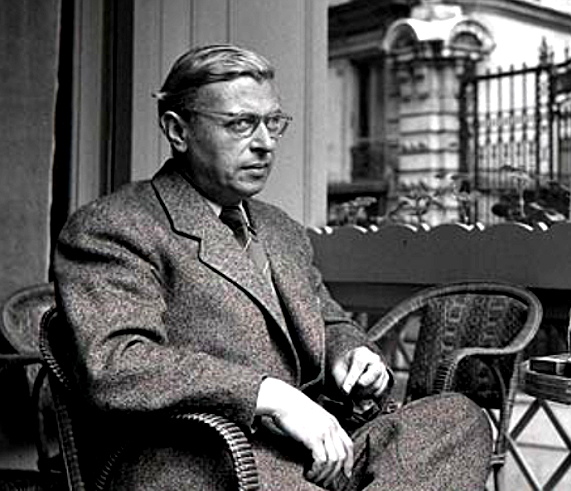
Jean-Paul Sartre
(1905 - 1980)

### Medalha Arthur L. Day
- Henry G. Thode[15]

### Medalha Bruce
- George H. Herbig[18]

### Medalha Copley
- Derek Barton[19]

### Medalha Davy
- Alan Woodworth Johnson[20]

### Medalha Guy
- prata - M. Stone[21]
- bronze - A.J. Fox[4]

### Medalha Hughes
- Francis Farley[5]

### Medalha De Morgan
- Michael Atiyah[22]

### Medalha de Ouro Lomonossov
- Borys Paton[10] e Jaroslav Kožešník[10]

### Medalha de Ouro da Royal Astronomical Society
- Chaim Leib Pekeris[6] e Maarten Schmidt[6]

### Medalha Penrose
- Hollis D. Hedberg[23]

### Medalha Real
- John Paul Wild,[8] Henry Harris[8] e Denys Wilkinson[8]

### Medalha Rumford
- William Frank Vinen[24]

### Prémio Nobel
- Física - James Watson Cronin,[16] Val Logsdon Fitch.[16]
- Química - Paul Berg,[1] Walter GilbertPaul Berg,[1] Frederick SangerPaul Berg.[1]
- Medicina - Baruj Benacerraf,[25]Jean Dausset,[25] George Snell.[25]
- Economia - Lawrence R. Klein.[26]

### Prémio Turing
- C. A. R. Hoare[27]